# Baseball-Europameisterschaft 1954
Die Baseball-Europameisterschaft 1954 war die erste Europameisterschaft im Baseball. Sie wurde am 26. und 27. Juni im belgischen Antwerpen ausgetragen. Insgesamt nahmen vier der fünf Mitglieder der neu gegründeten Confederation of European Baseball an dem Turnier teil. Sieger wurde das italienische Nationalteam.

## Teilnehmende Teams
An dem Turnier nahmen die italienische, die belgische, die spanische und die deutsche Baseballnationalmannschaft teil. Das fünfte Mitglied der neu gegründeten Confederation of European Baseball, Frankreich, konnte nicht rechtzeitig ein eigenes Team aufstellen.

## Spielergebnisse
Die Baseball-EM 1954 wurde an nur zwei Tagen ausgetragen. Alle vier teilnehmenden Teams spielten jeweils ein Spiel gegen zwei der drei anderen Teilnehmer. Somit wurden insgesamt nur vier Spiele ausgetragen:
| Team A           | Team B      | Ergebnis |
| ---------------- | ----------- | -------- |
| Halbfinale       |             |          |
| Italien          | Belgien     | 6 - 1    |
| Spanien          | Deutschland | 10 - 4   |
| Spiel um Platz 3 |             |          |
| Belgien          | Deutschland | 12 - 5   |
| Finale           |             |          |
| Italien          | Spanien     | 7 - 4    |

## Endstand
Endgültige Platzierungen nach der EM.
| Pl. | Team        |
| --- | ----------- |
|     | Italien     |
|     | Spanien     |
|     | Belgien     |
| 4.  | Deutschland |

## Trivia
Aufgrund der geringen Professionalisierung des europäischen Baseballs unterliefen allen Teams in der ersten Baseball-EM eine Vielzahl an Errors. So konnte die spanische Nationalmannschaft den zweiten Platz des Turniers erreichen, obwohl sie im Spiel gegen Italien 8 Errors verbuchte. Der Turnier-Durchschnitt lag bei 10 Errors pro Spiel.